# Indische Cricket-Nationalmannschaft in Sri Lanka in der Saison 2008/09
Die Tour der indischen Cricket-Nationalmannschaft nach Sri Lanka in der Saison 2008/09 fand vom 28. Januar bis zum 10. Februar 2009 statt. Die internationale Cricket-Tour war Teil der internationalen Cricket-Saison 2008/09 und umfasste fünf ODIs und ein Twenty20. Indien gewann die ODI-Serie 4-1 und das Twenty20.

## Stadien
Für die Tour wurden folgende Stadien als Austragungsorte vorgesehen und vom 15. Januar 2009 bekanntgegeben.
| Stadion                                | Stadt    | Kapazität | Spiele              |
| -------------------------------------- | -------- | --------- | ------------------- |
| R. Premadasa Stadium (RPS)             | Colombo  | 35.000    | 2. – 5. ODI; 1. T20 |
| Rangiri Dambulla International Stadium | Dambulla | 16.800    | 1. ODI              |

## Kaderlisten
Indien benannte seinen Kader am 18. Januar 2009.
Sri Lanka benannte seinen Kader am 26. Januar und seinen Twenty20-Kader am 3. Februar 2009.
| ODI | ODI | Twenty20 | Twenty20 |
| Sri Lanka | Indien | Sri Lanka | Indien |
| --- | --- | --- | --- |
| - Mahela Jayawardene (K) - Tillakaratne Dilshan - Dilhara Fernando - Sanath Jayasuriya - Thilina Kandamby - Chamara Kapugeddera - Nuwan Kulasekara - Farveez Maharoof - Angelo Mathews - Ajantha Mendis - Jehan Mubarak - Muttiah Muralitharan - Kumar Sangakkara (wk) - Upul Tharanga - Thilan Thushara | - MS Dhoni (K & wk) - Lakshmipathy Balaji - Gautam Gambhir - Ravindra Jadeja - Zaheer Khan - Praveen Kumar - Pragyan Ojha - Irfan Pathan - Yusuf Pathan - Suresh Raina - Virender Sehwag - Ishant Sharma - Rohit Sharma - Yuvraj Singh - Sachin Tendulkar | - Tillakaratne Dilshan (K) - Chamara Kapugedera (vK) - Malinga Bandara - Indika de Saram (wk) - Dilhara Lokuhettige - Dilhara Fernando - Sanath Jayasuriya - Jeevantha Kulatunga - Farveez Maharoof - Lasith Malinga - Jehan Mubarak - Chamara Silva - Thilan Thushara - Mahela Udawatte - Kaushalya Weeraratne | - MS Dhoni (K & wk) - Lakshmipathy Balaji - Gautam Gambhir - Ravindra Jadeja - Zaheer Khan - Praveen Kumar - Pragyan Ojha - Irfan Pathan - Yusuf Pathan - Suresh Raina - Virender Sehwag - Ishant Sharma - Rohit Sharma - Yuvraj Singh |

## One-Day Internationals

### Erstes ODI in Dambulla
| 28. Januar Scorecard | Dambulla | Sri Lanka 246-7 (50)         | – | Indien 247-4 (48.1) |
|                      |          | Indien gewinnt mit 6 Wickets |   |                     |

### Zweites ODI in Colombo (RPS)
| 31. Januar Scorecard | Colombo | Indien 256-9 (50)          | – | Sri Lanka 241 (49.2) |
|                      |         | Indien gewinnt mit 15 Runs |   |                      |

### Drittes ODI in Colombo (RPS)
| 3. Februar Scorecard | Colombo | Indien 363-5 (50)           | – | Sri Lanka 216 (41.4) |
|                      |         | Indien gewinnt mit 147 Runs |   |                      |

### Viertes ODI in Colombo (RPS)
| 5. Februar Scorecard | Colombo | Indien 332-5 (50)          | – | Sri Lanka 265 (48) |
|                      |         | Indien gewinnt mit 67 Runs |   |                    |

### Fünftes ODI in Colombo (RPS)
| 8. Februar Scorecard | Colombo | Sri Lanka 320-8 (50)          | – | Indien 252 (48.5) |
|                      |         | Sri Lanka gewinnt mit 68 Runs |   |                   |

## Twenty20 International in Colombo (RPS)
| 10. Februar Scorecard | Colombo | Sri Lanka 171-4 (20)         | – | Indien 174-7 (19.2) |
|                       |         | Indien gewinnt mit 3 Wickets |   |                     |

Die Spieler Sri Lankas wurde auf Grund von zu langsamer Spielweise mit einer Geldstrafe belegt.

## Statistiken
Die folgenden Cricketstatistiken wurden bei dieser Tour erzielt.
| ODIs                 | ODIs       | ODIs    | ODIs    | ODIs    | ODIs    | ODIs    | ODIs    | ODIs    |
| Batting              | Batting    | Batting | Batting | Batting | Batting | Batting | Batting | Batting |
| Spieler              | Mannschaft | Spiele  | Innings | Runs    | Average | HS      | 100s    | 50s     |
| -------------------- | ---------- | ------- | ------- | ------- | ------- | ------- | ------- | ------- |
| Yuvraj Singh         | Indien     | 5       | 5       | 284     | 56,80   | 117     | 1       | 2       |
| Kumar Sangakkara     | Sri Lanka  | 5       | 5       | 271     | 54,20   | 84      | 0       | 3       |
| MS Dhoni             | Indien     | 5       | 5       | 266     | 88,66   | 94      | 0       | 3       |
| Gautam Gambhir       | Indien     | 5       | 5       | 262     | 52,40   | 150     | 1       | 1       |
| Sanath Jayasuriya    | Sri Lanka  | 5       | 5       | 188     | 37,60   | 107     | 1       | 0       |
| Bowling              |            |         |         |         |         |         |         |         |
| Spieler              | Mannschaft | Spiele  | Overs   | Wickets | Average | BBI     | 5W      | 10W     |
| Ishant Sharma        | Indien     | 5       | 40      | 10      | 24,30   | 4/57    | 0       | 0       |
| Pragyan Ojha         | Indien     | 4       | 37      | 7       | 23,28   | 4/38    | 0       | 0       |
| Nuwan Kulasekara     | Sri Lanka  | 5       | 45      | 7       | 38,00   | 3/63    | 0       | 0       |
| Praveen Kumar        | Indien     | 3       | 24.2    | 5       | 20,20   | 2/38    | 0       | 0       |
| Ajantha Mendis       | Sri Lanka  | 4       | 39      | 5       | 39,80   | 2/44    | 0       | 0       |
| Farveez Maharoof     | Sri Lanka  | 5       | 40.5    | 5       | 49,80   | 2/40    | 0       | 0       |
| Muttiah Muralitharan | Sri Lanka  | 5       | 50      | 5       | 50,20   | 2/41    | 0       | 0       |

| Twenty20             | Twenty20   | Twenty20 | Twenty20 | Twenty20 | Twenty20 | Twenty20 | Twenty20 | Twenty20 |
| Batting              | Batting    | Batting  | Batting  | Batting  | Batting  | Batting  | Batting  | Batting  |
| Spieler              | Mannschaft | Spiele   | Innings  | Runs     | Average  | HS       | 100s     | 50s      |
| -------------------- | ---------- | -------- | -------- | -------- | -------- | -------- | -------- | -------- |
| Tillakaratne Dilshan | Sri Lanka  | 1        | 1        | 61       | 61,00    | 61       | 0        | 1        |
| Suresh Raina         | Indien     | 1        | 1        | 35       | 35,00    | 35       | 0        | 0        |
| Sanath Jayasuriya    | Sri Lanka  | 1        | 1        | 33       | 33,00    | 33       | 0        | 0        |
| Irfan Pathan         | Indien     | 1        | 1        | 33       |          | 33*      | 0        | 0        |
| Yuvraj Singh         | Indien     | 1        | 1        | 32       | 32,00    | 32       | 0        | 0        |
| Bowling              |            |          |          |          |          |          |          |          |
| Spieler              | Mannschaft | Spiele   | Overs    | Wickets  | Average  | BBI      | 5W       | 10W      |
| Malinga Bandara      | Sri Lanka  | 1        | 4        | 3        | 10,66    | 3/32     | 0        | 0        |
| Yusuf Pathan         | Indien     | 1        | 4        | 2        | 11,50    | 2/23     | 0        | 0        |
| Jehan Mubarak        | Sri Lanka  | 1        | 1        | 1        | 9,00     | 1/9      | 0        | 0        |
| Sanath Jayasuriya    | Sri Lanka  | 1        | 3        | 1        | 10,00    | 1/10     | 0        | 0        |
| Thilan Thushara      | Sri Lanka  | 1        | 3        | 1        | 27,00    | 1/27     | 0        | 0        |
| Irfan Pathan         | Indien     | 1        | 4        | 1        | 34,00    | 1/34     | 0        | 0        |
| Ishant Sharma        | Indien     | 1        | 4        | 1        | 40,00    | 1/40     | 0        | 0        |

## Player of the Series
Als Player of the Series wurden die folgenden Spieler ausgezeichnet.
| Serie | Player of the Series |
| ----- | -------------------- |
| ODI   | Yuvraj Singh         |

### Player of the Match
Als Player of the Match wurden die folgenden Spieler ausgezeichnet.
| Spiel  | Player of the Match |
| ------ | ------------------- |
| 1. ODI | Sanath Jayasuriya   |
| 2. ODI | Ishant Sharma       |
| 3. ODI | Yuvraj Singh        |
| 4. ODI | Gautam Gambhir      |
| 5. ODI | Kumar Sangakkara    |
| 1. T20 | Yusuf Pathan        |